# Wedloop om Afrika

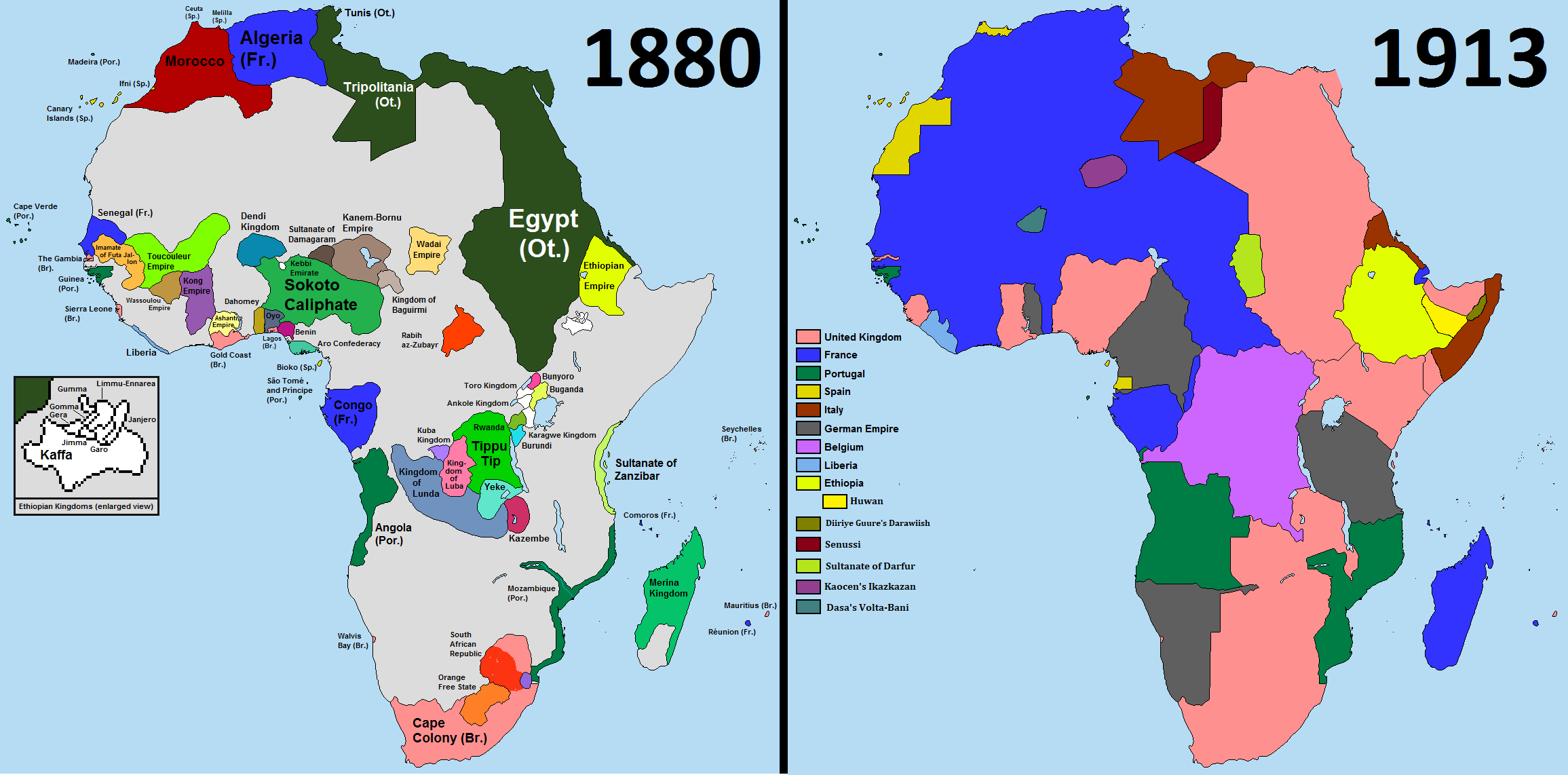
De onderlinge verdeling van het continent Afrika door Europese mogendheden in 1880 en 1913

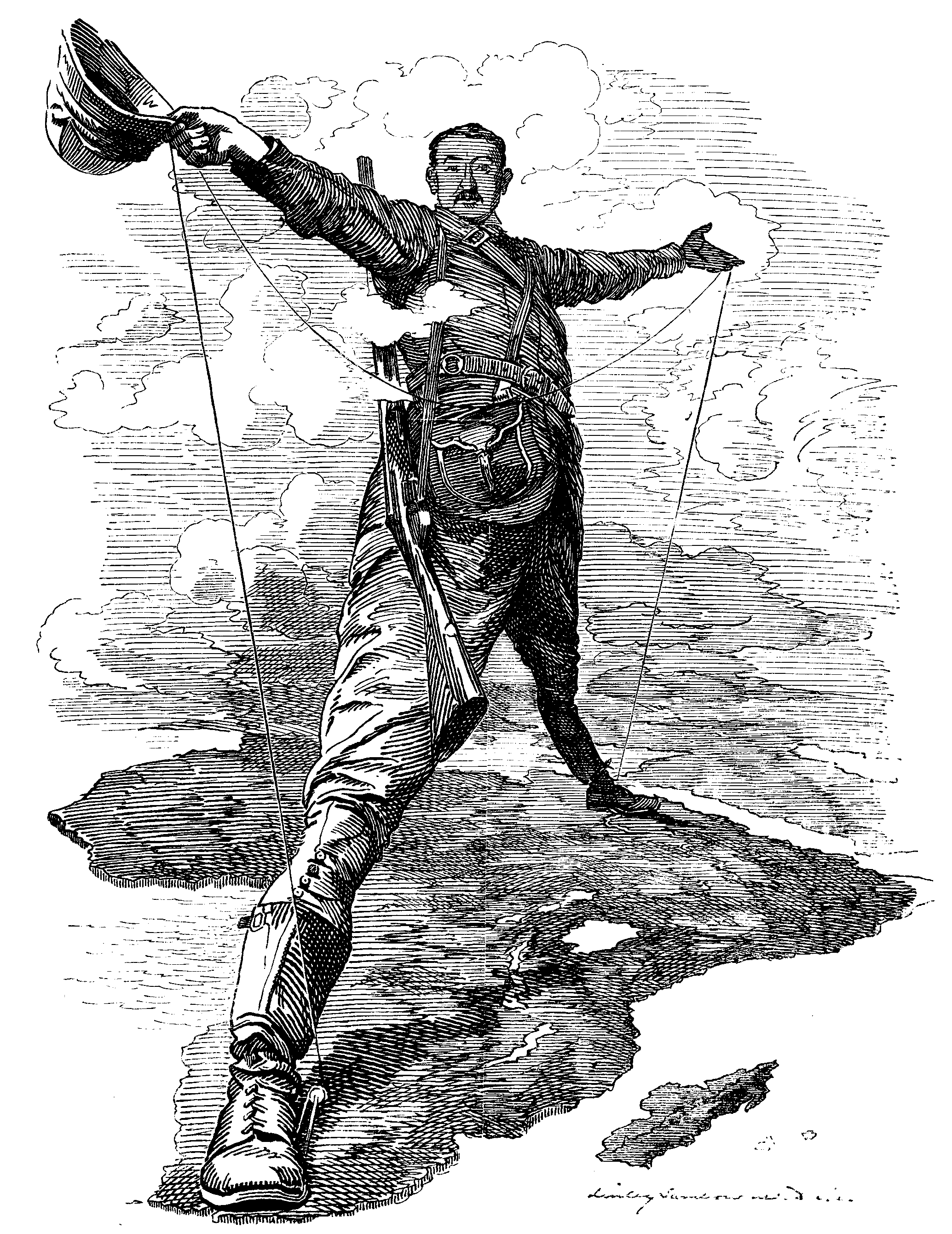
Cecil Rhodes met het Britse Kaap-Caïro-spoorwegproject (The Rhodes Colossus van Edward Linley Sambourne).

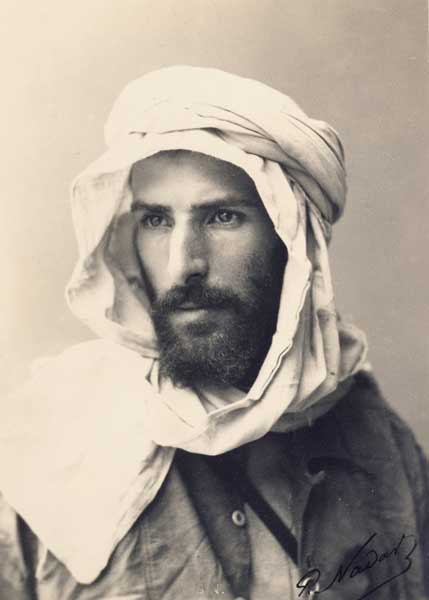
Brazza bracht het Kongobekken voor Frankrijk in kaart en sloot overeenkomsten met plaatselijke leiders waardoor een groot grondgebied onder heerschappij van Frankrijk kwam, Frans-Kongo

De Wedloop om Afrika (Duits: Wettlauf um Afrika; Engels: Scramble for Africa; Frans: Ruée vers l'Afrique) of Opdeling van Afrika (Duits: Aufteilung Afrikas; Engels: Partition of Africa; Frans: Partage de l'Afrique) was een fase in de kolonisatie van Afrika tussen circa 1880 en het begin van de Eerste Wereldoorlog door de grote Europese koloniale mogendheden. In deze periode brachten industriële grootmachten grote delen van het grondgebied op het continent Afrika onder hun directe heerschappij. Tot dan toe vestigden Europese heersers en handelslieden veelal handelsposten aan de kusten van het continent en sloten (koop)verdragen met lokale machthebbers.
Op de Koloniale Conferentie van Berlijn, een reeks bijeenkomsten in de jaren 1884 en 1885, maakten 15 grootmachten, waaronder het Verenigd Koninkrijk, België, het Keizerrijk Rusland, het Ottomaanse Rijk en de Verenigde Staten onderling afspraken over de manier waarop men de heerschappij kon vestigen over het immens grote en grondstofrijke grondgebied.

## Motieven en rechtvaardigingsgronden
De motieven of rechtsvaardigheidsgronden van de Europese mogendheden om te streven naar een zo groot mogelijke heerschappij over delen van het grondgebied op het Afrikaanse continent, of om gebieden als vrijhandelszone in te richten, waren drieledig: strategisch, economisch en humanitair. Hierbij wordt opgemerkt dat destijds door de heersers van deze mogendheden een expliciete rechtvaardiging vermoedelijk weinig noodzakelijk werd gevonden: de tijdgeest was dusdanig dat mogendheden zichzelf zonder koloniën als incompleet beschouwden. Bestrijding van de slavenhandel was een rechtvaardiging die werd gebruikt door David Livingstone. De Belgische koning Leopold II gebruikte een speciaal voor dit doel opgerichte internationale vereniging met humanitaire doelstelling om de binnenlandse en buitenlandse politiek mee te krijgen in zijn streven grondgebied in Centraal Afrika onder zijn heerschappij te krijgen.

### Strategisch
Het strategische belang was enerzijds gelegen in de wens andere staten voor te zijn en als eerste een flink stuk van het continent te kunnen beheersen. Die gebieden konden dan, direct of op langere termijn, als afzetmarkt voor de producten van de eigen industrie en als leverancier van goedkope grondstoffen worden gebruikt. Bij dit laatste ging het vaak om schaarse en waardevolle zaken als goud en diamanten en om grondstoffen waaraan door technologische ontwikkelingen op grotere schaal behoefte was ontstaan. Ook werd strategisch belang gehecht aan het veilig stellen van handelsroutes, bijvoorbeeld door havens in het huidige Zuid-Afrika en met name het Suezkanaal voor de scheepvaartroute naar India.

### Economisch

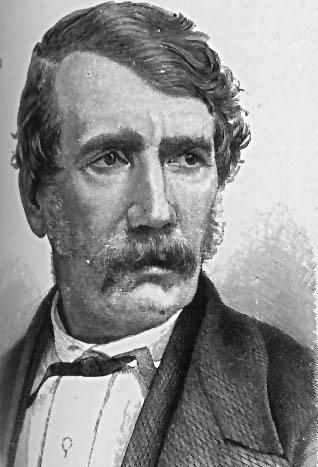
De Brit Livingstone bracht het Afrikaanse binnenland in kaart, met name het Nijlstroomgebied

Het economische belang was tweeledig: nieuwe afzetmarkten voor de eigen industrie en investeringsmogelijkheden voor het eigen kapitaal aanboren, en anderzijds bronnen van goedkope grondstoffen en arbeidskrachten vinden. De meeste Europese landen hadden in de tweede helft van de 19e eeuw een sterke industrialisatie doorgemaakt, met name het Verenigd Koninkrijk, het Duitse Keizerrijk en België. Hoewel de eigen afzetmarkten meestal nog niet verzadigd waren, werd wel uitgekeken naar nieuwe afzetmogelijkheden. Op het eigen continent waren deze vaak niet aanwezig omdat andere markten werden afgeschermd met importheffingen en andere restricties.
Na enkele decennia van sterke groei was, vooral in het Verenigd Koninkrijk, een overschot aan kapitaal aanwezig waarvoor lucratieve investeringsmogelijkheden werden gezocht. Deze werden in nog te veroveren Afrikaanse grondgebieden aanwezig geacht.
Van vermoedelijk minstens even groot belang was de behoefte aan grondstoffen. Een sterke toename van zowel de omvang van de industriële productie als het technologische niveau ervan leidde tot een vraag naar delfstoffen en natuurproducten die in Europa niet of nauwelijks aanwezig waren, maar in Afrika in schijnbaar onuitputtelijke mate gevonden werden. Met name rubber en koper werden gezocht.

### Humanitair

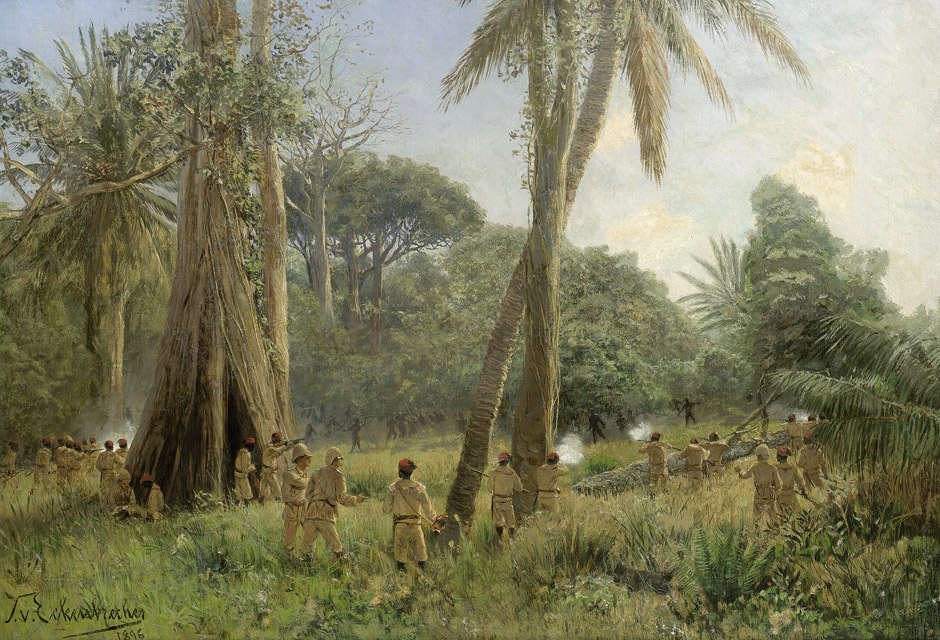
Duitse kolonisten beschieten bewoners in Oostelijk Afrika, T. von Eckenbrecher

Het gestructureerde veroveringsproces werd vaak gerechtvaardigd met de stelling dat dit de plaatselijke bevolking tot voordeel zou strekken, bijvoorbeeld door verbeteringen op bestuurlijk en medisch gebied, en bestrijding van de Arabische slavenhandel. De westerse beschaving werd door de Westerse heersers in alle opzichten superieur geacht, daarom hadden de westerse mogendheden naar eigen opvattingen niet slechts het recht, doch zelfs de plicht om deze in Afrika in te voeren - waarbij ook missionarissen en zendelingen een rol speelden. Hoewel niet ontkend kan worden dat in een bepaalde regio's op een aantal gebieden verbeteringen werden doorgevoerd, zoals landbouw, gezondheidszorg en infrastructuur, was het zo dat dit proces zich onder dwang voltrok, zonder de instemming van de plaatselijke bevolking en in de praktijk ook niet in hun belang.

## Uitvoering ter plaatse

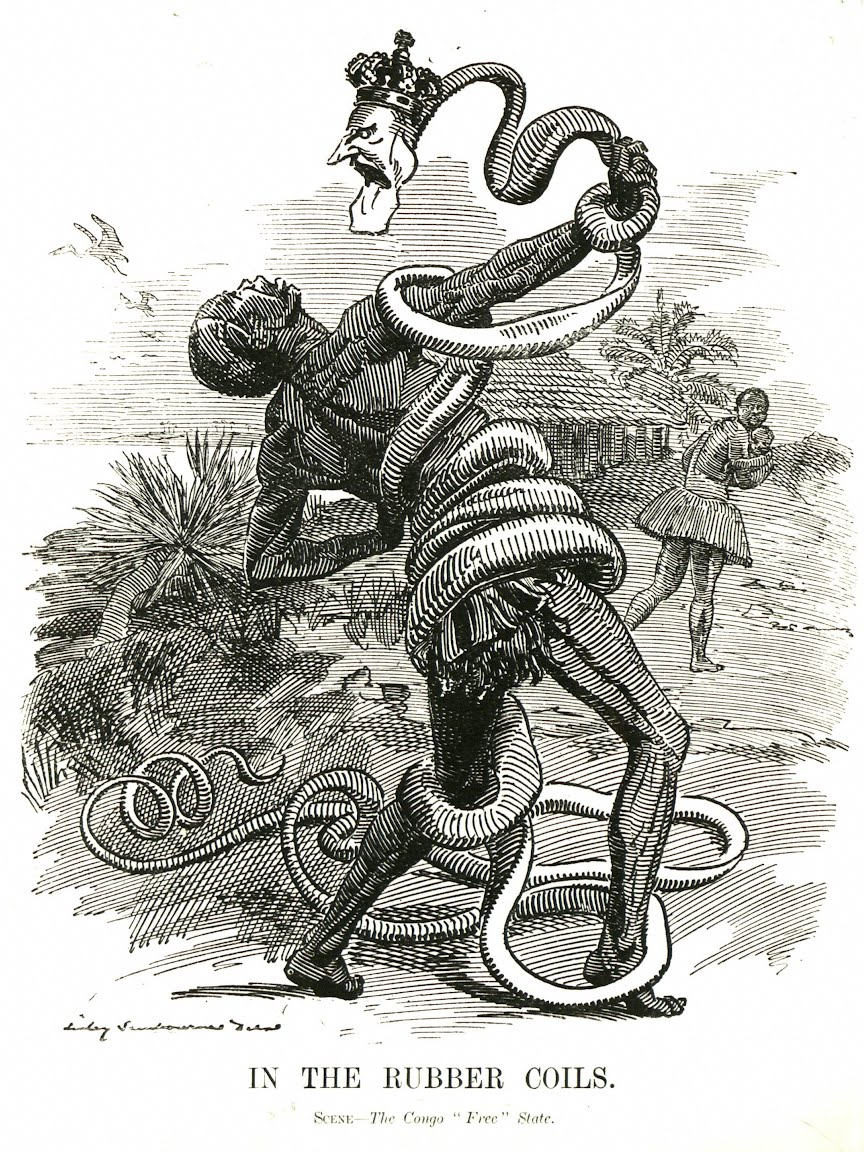
Satirische prent: koning Leopold II van België die als slang een Congolees verstrikt, door Edward Linley Sambourne.

Ten aanzien van de humanitaire aspecten van het veroveringsproces moet worden opgemerkt dat er geen regels waren afgesproken voor uitvoering van de voornemens ter plaatse en de veroveringen mede tot gruweldaden en uitroeiing van de plaatselijke bevolking voerden. Onder andere de Amerikaanse kolonel George Washington Williams en de Britse journalist Edmund Dene Morel berichten over grootschalige moordpartijen en wreedheden in Congo-vrijstaat, op dat moment in feite een privé-onderneming van de Belgische koning Leopold II. Deze zouden zijn begonnen onder leiding van Henry Morton Stanley die het grondgebied in opdracht van de koning in kaart bracht en het stap voor stap door overeenkomsten met plaatselijke leiders onder heerschappij van de koning bracht. Internationale kritiek dwong Leopold uiteindelijk in 1908 om zijn bezit aan de Belgische staat over te maken, waarvoor hij gecompenseerd werd.
De Duitse behandeling van de Herero- en Nama-volken in Zuidwest-Afrika (nu Namibië) onder Lothar von Trotha wordt door veel moderne wetenschappers beschouwd als een vroeg voorbeeld van genocide (de Namibische Genocide).
De Britten onder generaal Kitchener brachten in de Tweede Boerenoorlog in Zuidelijk Afrika ruim 20.000 plaatselijke bewoners om, onder andere in concentratiekampen.
Als gevolg van het openen van afzetmarkten in Afrika door Europese bedrijven, veel lokale ondernemingen werden weggeconcurreerd, wat de inheemse bevolking economisch afhankelijk maakte, een toestand die in zekere mate nog voortduurt tot vandaag de dag.

## Onderlinge spelregels
Naarmate een steeds groter deel van Afrika werd veroverd, kwamen de diverse koloniserende mogendheden steeds vaker met elkaar in contact, hetgeen tot grotere en kleinere conflicten leidde. Teneinde dit proces enigszins in goede banen te leiden, werd in 1884 de Koloniale Conferentie van Berlijn gehouden. Onder voorzitterschap van de Duitse kanselier Bismarck spraken de deelnemende landen enige spelregels af, waarvan de voornaamste was dat een gebied formeel als grondgebied onder eigen heerschappij kon worden opgeëist nadat er een effectief bestuur en voldoende militaire aanwezigheid was gevestigd. Het sluiten van een verdrag met een lokaal stamhoofd waarin deze zich onder de bescherming van een Europese staat stelde en deze exclusieve en veelal verstrekkende rechten toekende, volstond niet om het betreffende gebied tegenover Europese collega-veroveraars als het zijne op te eisen. Voorts werd de wens uitgesproken om missionaire activiteiten ter verspreiding van het christelijke geloof te bevorderen.
Aan deze conferentie namen geen Afrikaanse staten of stamhoofden deel, er was zelfs geen enkele Afrikaan op de conferentie aanwezig.:84

## De opdeling van Afrika

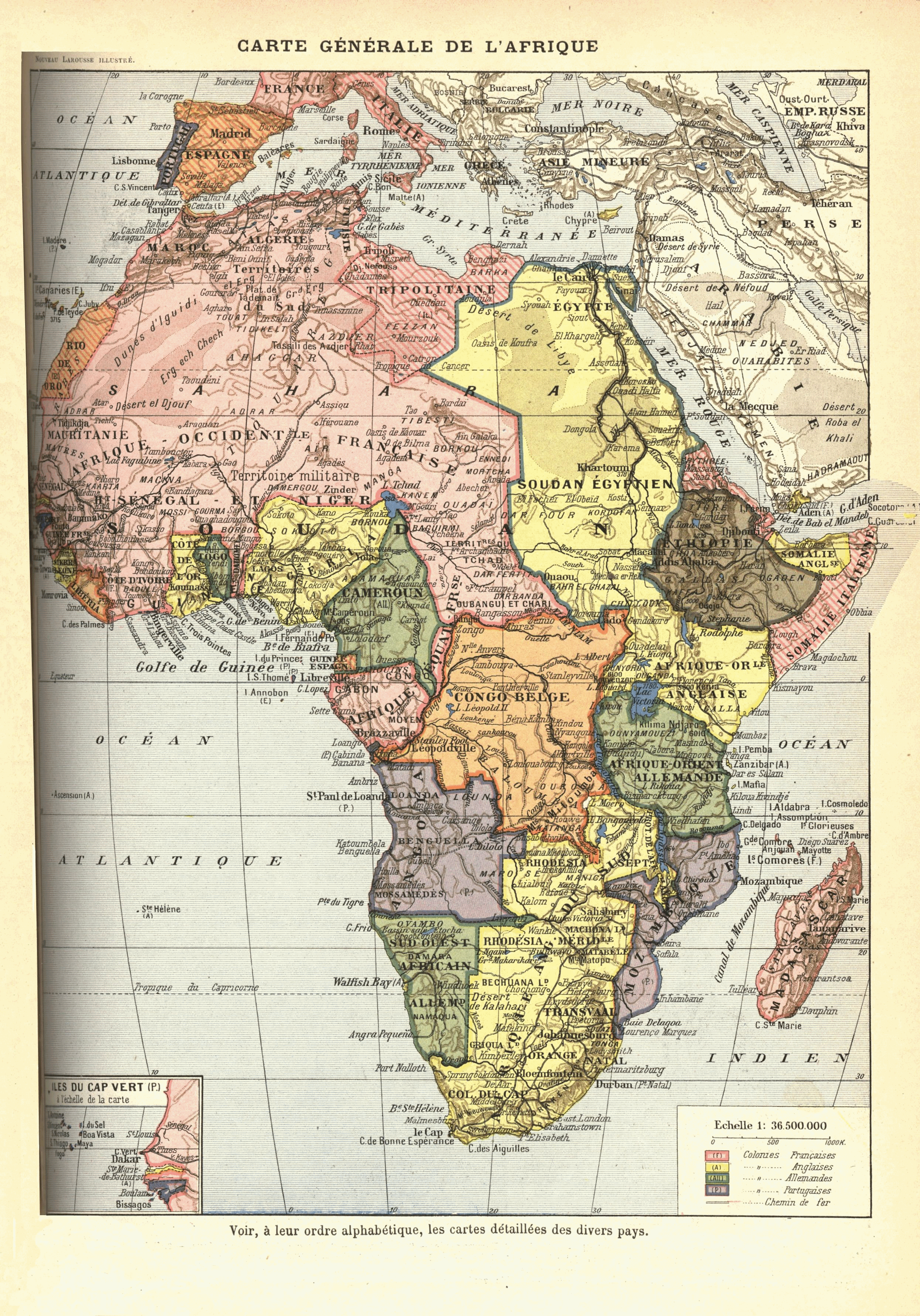
Verdeling van het Afrikaanse continent ca. 1911

Het Franse streven was de beschikking te krijgen over een strook die het gehele continent bestreek, vanaf de Atlantische Oceaan, via de Sahara, tot aan de Rode Zee. Het Britse streven was een ononderbroken strook te bezitten van Egypte tot aan Zuid-Afrika. Op het snijpunt van beide belangen kwam het bijna tot een gewapend treffen. Het Britse streven werd overigens ook doorkruist door de Duitse aanwezigheid in Duits-Oost-Afrika, het huidige Tanzania. De Belgische koning streefde naar heerschappij over een strook tussen "Egyptisch Soedan" en het bekken van de Zambezi, ten oosten en ten westen begrensd door de oceanen.
Met de afspraken over onderlinge spelregels was in de ogen van de deelnemers aan deze conferentie een goede basis gelegd voor een redelijk ordelijk verloop van de verdere opdeling van Afrika. Daarbij betrof het begrip ordelijk de relatie tussen de Europese staten, niet de relatie tussen veroveraars en plaatselijke bevolking, noch het gebruik van militair en ander geweld bij het veroveringsproces zelf. Door het ontbreken van sancties in het stelsel van afspraken kwamen slechts enkele malen gewelddadige conflicten tussen de Europeanen voor, zoals bij het Fashoda-incident: hier troffen in 1898 Engelse en Franse troepen elkaar in het huidige Zuid-Soedan.
In het algemeen verliep het proces echter zoals de Europese mogendheden zich dat hadden voorgesteld. De economisch en meeste strategische delen van Afrika kwamen in Britse handen. Groot-Brittannië voerde tot 1890 een weinig actieve kolonisatiepolitiek, maar wilde als belangrijkste grootmacht voorkomen dat Egypte in Franse handen kwam. Dat Nigeria en Zuidelijk Afrika Brits werden, was grotendeels het gevolg van particulier initiatief van Cecil Rhodes en George Goldie.
Aan de vooravond van de Eerste Wereldoorlog waren er in heel Afrika slechts drie landen die, de jure of de facto, geen kolonie van een Europese mogendheid waren: Liberia, de Somalische Derwisjstaat en Ethiopië.

## Verdeling van Afrika voor het uitbreken van de Eerste Wereldoorlog
Vlak voor het uitbreken van de Eerste Wereldoorlog was Afrika als volgt verdeeld:
Koninkrijk België
- Belgisch-Congo (voordien Onafhankelijke Congostaat onder bewind van Leopold II van België)

Duitse Keizerrijk
- Duits-Oost-Afrika
- Duits-Zuidwest-Afrika
- Kameroen
- Togo

Derde Franse Republiek
- Frans-Algerije (integraal onderdeel van Frankrijk)
- Frans-Equatoriaal-Afrika
- Frans-Marokko
- Frans-Somaliland
- Frans-West-Afrika
- Madagaskar
- Réunion
- Tunesië

Koninkrijk Italië
- Italiaans-Eritrea
- Italiaans-Noord-Afrika
- Italiaans-Somaliland

Republiek Portugal
- Kaapverdië
- Madeira (integraal onderdeel van Portugal)
- Portugees-Guinea
- Portugees-Oost-Afrika
- Portugees-West-Afrika
- Sao Tomé en Principe

Koninkrijk Spanje
- Canarische Eilanden (integraal onderdeel van Spanje)
- Spaans-Guinea
- Spaans-Marokko (inclusief Ceuta en Melilla)
- Spaans-West-Afrika

Verenigd Koninkrijk van Groot-Brittannië en Ierland
- Anglo-Egyptisch Soedan en Darfur
- Ascension
- Basutoland
- Beetsjoeanaland
- Brits-Oost-Afrika (inclusief Witu-Protectoraat)
- Brits-Somaliland
- Egypte
- Gambia
- Goudkust
- Mauritius
- Noord-Nigeria
- Noord-Rhodesië
- Nyasaland
- Oeganda
- Seychellen
- Sierra Leone
- Sint-Helena
- Swaziland
- Tristan da Cunha
- Zanzibar
- Zuid-Afrika
- Zuid-Nigeria
- Zuid-Rhodesië

Overigen
- Derwisjstaat
- Ethiopië (inclusief Jimma)
- Liberia